# Лемпиці (Мазовецьке воєводство)
Лемпиці (пол. Łępice) — село в Польщі, у гміні Покшивниця Пултуського повіту Мазовецького воєводства.
Населення — 136 осіб (2011).
У 1975-1998 роках село належало до Цехановського воєводства.

## Демографія
Демографічна структура станом на 31 березня 2011 року:
|          | Загалом | Допрацездатний вік | Працездатний вік | Постпрацездатний вік |
| -------- | ------- | ------------------ | ---------------- | -------------------- |
| Чоловіки | 65      | 14                 | 42               | 9                    |
| Жінки    | 71      | 12                 | 43               | 16                   |
| Разом    | 136     | 26                 | 85               | 25                   |